# Лев II (герб)
Лев II (Крупский — пол. Krupski, Borzyszkowski II Chadyn-Borzyszkowski, Szadaj-Borzyszkowski, Lew odmienny) — польский герб, используемый несколькими родами. Два из них были семьями фамилии Кашубских (Kaszuby). Герб Лев II является вариантом герба «Лев».

## Описание
В красном поле восстающий золотой лев. Шлем увенчан дворянской короной и тремя страусовыми перьями. Намёт на щите красный и подложен золотом.
Видоизменения
Упомянутые у Хжанского (Chrząński) в Таблицах отличия (Tablica odmian), как герб Крупских (herb Krupskich). Без цвета, цитирует его Эмилиан Шелига-Жерницкий (Emilian Szeliga-Żernicki), как герб «Шада» и «Шадын-Божишковских из Кашубы» (Szada- i Chadyn-Borzyszkowskich z Kaszub). Иные ветки рода использовали герб «Божышковски», «Божышковски III», «Лодзя» (Borzyszkowski, Borzyszkowski III, Łodzia) могли использовать также и герб Сас (Sas).

## Используют
- Тадеуш Гайл (Tadeusz Gajl) указывает в списке этого герба роды:

Aponowicz, Bańkowski, Borski, Borzyszkowski, Buchwald, Burski, Chadyn, Charewicz, Ciemiński, Danichowski, Danikowski, Dąbrowski, Guminiewski, Gumiński, Heski-Kołodziński, Hrynakowski, Kamiński, Kiedrowski, Kieytala, Kołodziński, Крупские (Krupski), Курбские (Kurbski, Kurpski), Lew, Lipka, Norejko, Noreyko, Omieński, Omiński, Pomojski, Rymwid, Spiechalski, Starzyński, Tarczyński, Trokin, Tyskowski, Wanert, Wojtkiewicz , Wolwowicz, Wulfowicz, Выски (Wysk), Зарембенские (Zarembieński, Zarembiński). Выск — это одна из фамилий Божишковских (Borzyszkowski), но Пшемыслав Прагерт (Przemysław Pragert) утверждает, что носила этот герб семья, которая использовала герб «Божишковски» (Borzyszkowski).
- Семьи Кашубских (Borzyszkowski): В этом роду было использован псевдоним «Хадын» или «Шадай» (Chadyn albo Szadaj). Ещё — Помеские (Pomojski, Pomyjski, Pomeske, Pomyski).

## Галерея
- герб Крупских (пол. herb Krupski) 1551 г. (опубликованный в 1597 г.)
- герб Крупских (пол. herb Krupski) 1641 г.
- Герб Крупских (пол. herb Krupskich) 1696 г.
- герб «Крупский» (пол. herb Krupski) 1789 г.